# Hanka Grothendieck
Pour les articles homonymes, voir Grothendieck.
Hanka Grothendieck, née Johanna Grothendieck le 21 août 1900 dans le village de Blankenese près de Hambourg et morte le 16 décembre 1957 à Bois-Colombes, est une  journaliste allemande.
Liée, dans les années 1920, au milieu bohème libertaire berlinois, elle y rencontre son compagnon Sacha Schapiro, anarchiste émigré russe.
Elle est la mère du mathématicien Alexandre Grothendieck.

## Biographie
D'origine hollandaise, elle naît dans une famille protestante de la classe moyenne.
Elle est d'abord mariée à Johannes "Alf" Raddat, dont elle a une fille.
À Hambourg, elle travaille comme journaliste pour le journal progressiste Der Pranger (Le Pilori). Elle est sympathisante du mouvement libertaire où elle rencontre son compagnon Alexandre Tanaroff (Sacha Schapiro) dont elle partage l'idéal anarchiste et avec qui elle vit jusqu'en 1933.
En 1933, Sacha quitte Berlin pour Paris. En 1934, elle le rejoint et donne des cours d’allemand pour survivre.
De septembre 1937 à mai 1939, elle est gouvernante à Nîmes chez M. Valantin, commissaire de police, puis elle retrouve à Paris son mari et leur fils Alexandre, né en 1928, qu’ils avaient confié à des parents nourriciers en Allemagne.
À Nîmes, elle est en relation avec Voline, qu’elle a rencontré à Paris ainsi qu'avec Dori et André Prudhommeaux et d’autres collaborateurs du journal libertaire Terre libre.
En septembre 1939, lors de la déclaration de guerre, la situation des réfugiés s'aggrave puisqu'ils sont désormais des « ressortissants ennemis ». La famille retourne à Nîmes où elle est hébergée par une enseignante de lycée.
En octobre 1939, Sacha Schapiro est interné au camp du Vernet, puis déporté en 1942 à Auschwitz, où il est assassiné.
En mars 1940, avec son fils, elle quitte Nîmes pour diriger à Mouriès (Bouches-du-Rhône), une colonie de jeunes réfugiés espagnols parrainée par le Comité français de secours aux enfants et financée par les quakers américains.
Deux mois plus tard, la colonie se déplace à Marseille, au château des Caillols, où elle est arrêtée, le 1er août, et transférée avec son fils au camp de Rieucros.
Elle est transférée au camp de Brens (Tarn), avec son fils, le 13 février 1942. Celui-ci trouve refuge au Collège cévenol au Chambon-sur-Lignon.
Elle est libérée de Brens en janvier 1944 et est accueillie à Vabre, dans un centre d'accueil géré par La Cimade.
À la fin de la guerre, ils se retrouvent à Meyrargues (commune de Vendargues, Hérault), et Alexandre entame ses études de mathématiques à Montpellier.
Hanka écrit un roman autobiographique (non publié), Eine Frau, qui relate sa vie jusqu’en 1927, et reprend des contacts avec des militants libertaires dont le couple Prudhommeaux.
En 1948, elle suit (probablement) son fils en région parisienne, puis s’établit à Bois-Colombes où elle finit ses jours.

## Œuvre
- Eine Frau, (non publié).

### Notices
- Dictionnaire des anarchistes, « Le Maitron » : notice biographique.
- RA.forum : Alexandre Grothendieck, génie puis ennemi de la science .